# 두오모 오페라 미술관

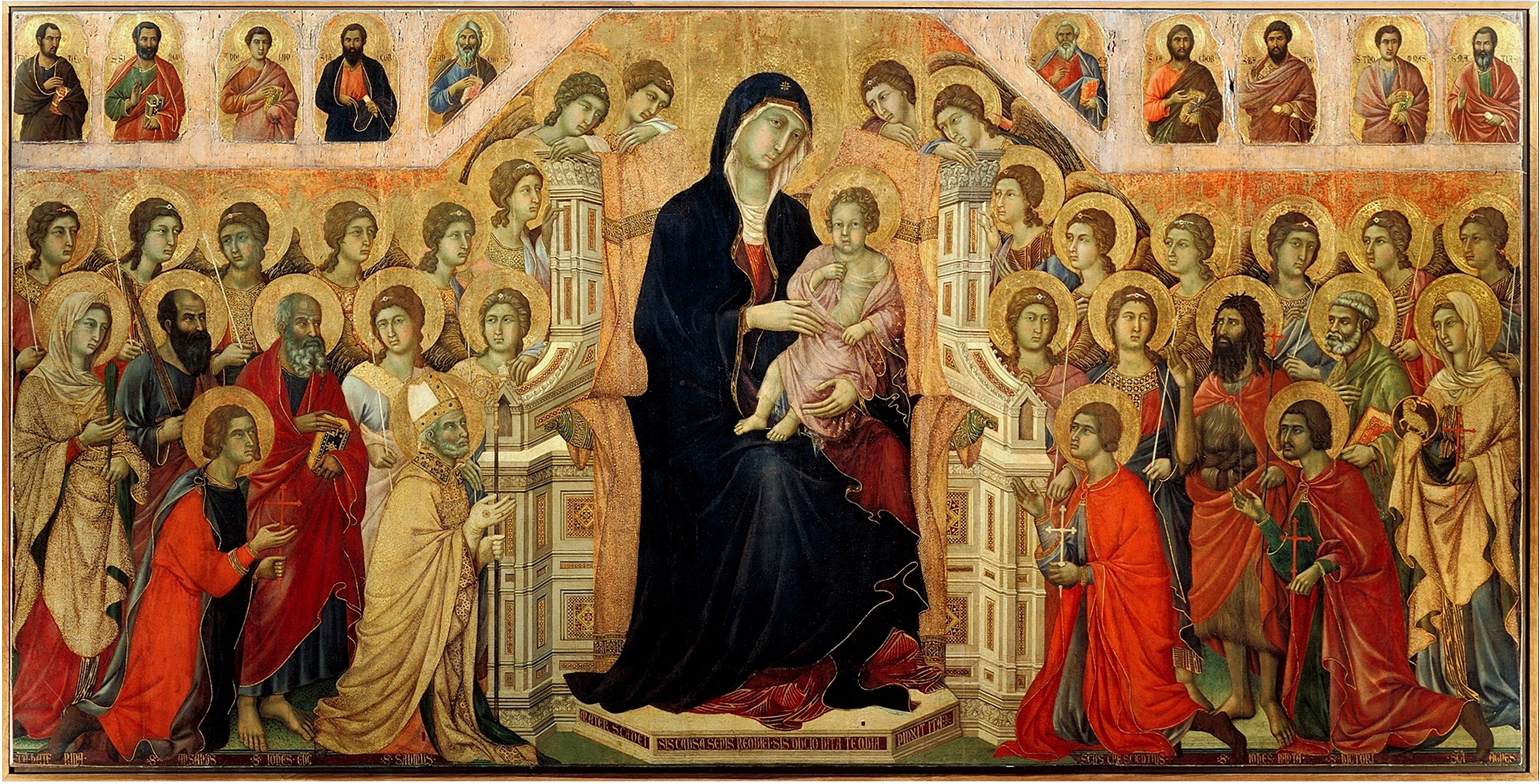
두오모 오페라 미술관에 있는 작품

두오모 오페라 미술관(Museo dell'Opera metropolitana del Duomo)은 이탈리아 시에나에 있는 미술관이다. 시에나 대성당 측면 복도에 있다.